# Liberato Bittencourt
Manuel Liberato Bittencourt (Desterro, 30 de outubro de 1869 — Rio de Janeiro, 14 de dezembro de 1948) foi um militar (patente de general), crítico literário, jornalista e escritor brasileiro.

## Vida
Filho de Francisco Bittencourt e Maria Bernardina Duarte e Silva Bittencourt. 
Estudou na Escola Militar da Praia Vermelha, no Rio de Janeiro, onde formou-se engenheiro militar.  A partir de 1902, passou a lecionar nesta instituição. 
Colaborou como crítico militar e literário em algumas publicações de jornais de época, como: "Revista do Estado Maior", "O Paiz", "Correio do Brasil", entre outros.  
Fundou e dirigiu o Colégio 28 de Setembro. Foi também professor honoris causa da Universidade de Ciências de Roma. 
Em 1912, foi eleito sócio efetivo do Instituto Histórico e Geográfico Brasileiro. Tornou-se sócio honorário em 1931.  Sócio-fundador do Instituto de Geografia e História Militar, sócio honorário do Instituto Histórico e Geográfico de Sergipe, sócio da Academia Metropolitana de Letras de Fortaleza e da Academia Paranaense José de Alencar, tendo sido membro da Federação das Academias e da Sociedade Brasileira de Filosofia e da Sociedade de Geografia do Rio de Janeiro. 
Foi amigo próximo de Silvio Romero e Samuel de Oliveira.
É patrono da cadeira 29 da Academia Catarinense de Letras, bem como da Cadeira 23 na Academia de História Militar Terrestre do Brasil. 

## Obras
- Homens do Brasil – Sergipe (1913)
- Homens do Brasil, vol. II - Paraibanos Ilustres (1917)
- Machado de Assis, ou desrespeito a ídolo acadêmico (1934)
- Um atleta do pensamento, ou O Homem sol do Império (1940)
- História da Literatura Brasileira (1944)
- Psicologia do Barão do Rio Branco
- Nova História da Literatura Brasileira
- Duas Dezenas de Imortais
- Flores e Mágoas
- Academia Brasileira De Letras em dois volumes
- Ramos do Saber
- Crítica e Filosofia

## Representação na cultura
- Cede o nome à Escola Municipal Liberato Bittencourt no Rio de Janeiro.
- À Escola Municipal de Ensino Fundamental General Liberato Bittencourt em São Paulo.
- À Rua General Liberato Bittencourt no bairro da Praia do Balneário do Estreito (região continental de Florianópolis).
- À Rua Rua Liberato Bittencourt em Magalhães Bastos, no Rio de Janeiro.